# Stipa depauperata
Stipa depauperata är en gräsart som beskrevs av Pilg.. Stipa depauperata ingår i släktet fjädergrässläktet, och familjen gräs. Inga underarter finns listade i Catalogue of Life.